# Theodor Romzha
Theodor Romzha (14 de abril de 1911 - 31 de outubro de 1947) foi o bispo da Eparquia Católica Rutena de Mukacheve de 1944 a 1947. Assassinado pela polícia secreta comunista NKVD, foi beatificado como mártir pelo Papa João Paulo II em 27 de junho de 2001.

## Biografia
Theodore Romzha nasceu em 14 de abril de 1911 em Nagybocskó, uma aldeia na Transcarpátia, Áustria-Hungria (hoje Velykyi Bychkiv, Ucrânia), habitada por russinos e húngaros. Em sua certidão de batismo, seu nome é registrado como Tivadar György, e sua nacionalidade como húngaro.[carece de fontes?]
Seu pai, Pavel Romzha, trabalhou como funcionário da ferrovia. Sua mãe, nascida Maria Semack, era uma dona de casa em tempo integral. Como muitas famílias ambiciosas na região, os Romzhas falavam a língua húngara em casa. Na presença de outros, no entanto, eles mudaram para a língua ucraniana. Após sua formatura no Ginásio de Chust (hoje Khust), e com a ajuda de Péter Gebé, Teodoro partiu para estudar para o sacerdócio em Roma. Começou como seminarista no Collegium Germanicum et Hungaricum, e mais tarde mudou para o Russicum. Ele terminou seus estudos teológicos na Universidade Papal Gregoriana em Roma.
Teodoro foi ordenado sacerdote pelo bispo Alexander Evreinov, da Igreja Greco-Católica Russa, no dia de Natal de 1936, na Basílica de Santa Maria Maior. Após completar seu serviço militar obrigatório no Exército da Tchecoslováquia, ele serviu brevemente como pastor em várias paróquias subcárpatas em Berezovo e Nizhny Bystriy antes de ser designado como professor de filosofia no Seminário Eparquial em Ungvár (hoje Uzhhorod) em 1939.

## Episcopado
Estes foram anos difíceis para a Igreja na Transcarpátia, pois a região, tendo sido parte da Checoslováquia desde 1920, foi devolvida à Hungria em 1938 como resultado da Primeira Arbitragem de Viena, então brevemente ocupada pela Alemanha Nazi antes da chegada do Exército Vermelho, tornando-se eventualmente parte da União Soviética.
Em 24 de setembro de 1944, com a região sob ocupação nazista, Romzha foi consagrado bispo e nomeado administrador apostólico da Eparquia de Munkács, na catedral de Ungvár pelo bispo Miklós Dudás, OSBM, em co-consagração por János Scheffler, bispo católico grego húngaro de Szatmár, e István Madarász, bispo católico grego húngaro de Kassa).
Ele imediatamente teve que enfrentar o Exército Vermelho Soviético, que ocupou as igrejas, atribuiu-as à Igreja Ortodoxa Russa e prendeu padres. O bispo Romzha recusou-se a romper com o Papa diante do General Petrov.
Ele organizou uma celebração da Festa da Assunção com a participação de mais de 80.000 peregrinos, mas isso não foi tolerado pelos oficiais comunistas que agora começaram a conspirar para se livrar do jovem bispo. Em 27 de outubro de 1947, a caminho de casa de uma visita paroquial, a carruagem puxada por cavalos do bispo Romzha foi propositalmente abalroada por um caminhão militar soviético e empurrada para fora da estrada. Os soldados, que estavam vestidos como civis, pularam do caminhão e espancaram o bispo e seus companheiros.
Logo após o início do ataque brutal, um caminhão civil chegou ao local e os agressores fugiram. Romzha e seus companheiros foram levados para Uzhhorod, onde foram hospitalizados. Romzha estava fazendo um bom progresso quando, tarde da noite de 31 de outubro, as freiras que estavam cuidando dele foram repentinamente dispensadas e uma nova enfermeira foi designada a ele pelo regime. Pouco depois da meia-noite, horário de Moscou, Romzha foi encontrado morto. A enfermeira havia envenenado Romzha com uma injeção de curare fornecida pelo chefe do Laboratório 12 da NKVD, Dr. Grigory Mairanovsky. De acordo com a pesquisa em arquivos soviéticos por Yevgenia Albats, o assassinato do bispo foi pessoalmente ordenado por Nikita Khrushchev.
Em uma carta de Pavlo Sudoplatov, general de segurança do estado, aos delegados do 23º Congresso do Partido Comunista da União Soviética, ele declarou que, "De acordo com as instruções de Khruschev, um membro do Politburo (Comitê Central do Partido Comunista) da Ucrânia e o primeiro secretário na Ucrânia e aprovado por Khruschev, Romzha foi eliminado em Mukachiv. O chefe da Igreja Católica Grega, ele se opôs ativamente à união dos católicos gregos à Ortodoxia."
Em 4 de novembro de 1947, uma grande multidão compareceu ao funeral de Romzha, apesar dos esforços soviéticos para fechar e bloquear o transporte público. Ele foi enterrado na cripta da Catedral da Santa Cruz em Uzhhorod. A Igreja Católica Rutena foi implacavelmente perseguida e, em 1949, foi oficialmente suprimida. Todas as suas propriedades foram alocadas à Igreja Ortodoxa Russa.[carece de fontes?]

## Beatificação
Em 1998, as relíquias do Beato Teodoro foram encontradas em um túmulo na cripta da Catedral de Uzhhorod, e então transportadas para Budapeste, para exame médico, no Museu Húngaro de História Natural.
Romzha foi beatificado como Mártir da Fé pelo Papa João Paulo II em Lviv em 27 de junho de 2001, com 1º de novembro designado inicialmente como seu dia de festa. A pedido da Eparquia de Mukacheve, a Congregação para as Igrejas Orientais transferiu o dia da festa para 31 de outubro, a partir de 2009. Romzha morreu pouco depois da meia-noite de 1º de novembro, de acordo com o Horário de Moscou, o fuso horário imposto pelos soviéticos em toda a Ucrânia de 1930 a 1990; no entanto, de acordo com o horário local, Romzha morreu antes da meia-noite de 31 de outubro.
Em 27–28 de junho de 2003, suas relíquias foram transladadas e levadas em procissão solene de volta a Uzhhorod, onde estão consagradas em uma capela lateral na Catedral da Santa Cruz. Em comemoração ao evento, um segundo dia de festa, a Translação das Santas Relíquias do Beato Teodoro Romzha, é celebrado em 28 de junho.[carece de fontes?]